# لواء بني كنانة
لواء بني كنانة هو أحد الألوية الشمالية لمحافظة إربد ومركز اللواء هي منطقة سما الروسان.

## التقسيم الإداري
يضم اللواء خمسة مجالس بلدية وهي: 
بلدية الكفارات
بلدية السرو
بلدية الشعلة
بلدية اليرموك الجديدة

### بلدية خالد بن الوليد
تقع في الجزء الغربي من لواء بني كنانة ومركَزها بلدة ملكا. تبعد عن العاصمة عمّان حوالي 110 كم وعن مدينة إربد نحو 25 كم، تضم البلدية ملكا، والمنصورة، وأم قيس، والحمة الأردنية، والمخيبة التحتا. تتميز بأراضيها الجبلية وإطلالتها على هضبة الجولان ونهر اليرموك وبحيرة طبريا وبعض الأراضي الفلسطينية، كما وتعتبر أوديتها جزءاً من روافد نهر اليرموك.[بحاجة لمصدر]

## خدمات
يحتوي مركز اللواء على عدد كبير من المؤسسات الخدمية والتعليمية والصحية، وفيه مستشفى اليرموك الخاص باللواء. يزيد عدد سكانه على مئة ألف نسمة، وفيه نسبة عالية من المتعلمين وحملة الشهادات الجامعية بمختلف درجاتها.

## القرى
سما الروسان وحريما وحبراص وحرثا وعقربا وكفرسوم والرفيد ويبلا وسمر الكفارات وسحم الكفارات وخرجا واليرموك والقصفة والسيله والخريبه وبرشتا وقراقوش وحاتم وإبدر وملكا وأم قيس وأبو اللوقس والمخيبة وغيرها.

## وصلات خارجية
- دليل إربد
- أخبار إربد
- قبيلة كنانة